# Olympia (centre commercial)
Pour les articles homonymes, voir Olympia.
Olympia est un centre commercial allemand situé à Munich, en Bavière.
En 1993-1994, le centre commercial a été agrandi et modernisé par les architectes munichois Hans Baumgarten et Curt O. Schaller.
Le 22 juillet 2016, le centre est le théâtre d’une fusillade meurtrière.